# Зубарев, Илья
Илья Зубарев (род. 1975) — кипрский технологический предприниматель, сооснователь и совладелец международных компаний Acumatica, Parallels и Acronis, Infratel Inc, партнёр в венчурных фондах Runa Capital и Quantum Wave.
В 1996 году окончил Московский физико-технический институт, где познакомился с Сергеем Белоусовым, ставшим его равноправным партнёром во многих бизнес-проектах.
В 1994 году Зубарев и Белоусов основали компанию Standard & Western и наладили в России сборку телевизоров из комплектующих из Юго-Восточной Азии, заложив основы будущей компании Rolsen Electronics. Софтверное подразделение компании вскоре стало франчайзинговым дистрибьютором в Азии ERP— системы американской фирмы Solomon Software, а позже занялось разработкой банковской системы Cassandra и офшорным программированием для американских компаний.
В 2000 году компания была переименована в SWsoft и занялась ПО для автоматизации и виртуализации сервис-провайдеров. К 2008 году, когда компанию переименовали в Parallels, было поглощено 12 компаний-конкурентов. Parallels — основной актив Зубарева.
Зубарев является сооснователем и совладельцем компании Acronis, производителя систем для резервного копирования, аварийного восстановления и защиты данных, выделенного из состава SWsoft в 2003 году. С 2006 является председателем совета директоров.

В 2010 стал сооснователем венчурного фонда Runa Capital, а в конце 2012 совместно с Белоусовым создал первый в мире фонд для инвестиций в квантовые технологии Quantum Wave.
Илья Зубарев о себе: «Всего, чего мне хотелось добиться в жизни, я давно добился. Но мне всегда было интересно заниматься сложным бизнесом, создавать технологически продвинутые компании, поэтому я продолжаю это делать и сейчас».
Женат. Родной брат Яков Зубарев является сооснователем и членом совета директоров компании Parallels.

## Критика
Фонд Runa Capital, основанный Зубаревым и его компаньонами, фигурирует в расследовании 2016 года Международного консорциума журналистов-расследователей по «Панамскому делу».